# Tuz Khurmatu
Tuz Khurmatu (Arabisch: طوزخورماتو, Turks: Tuzhurmatu, Koerdisch: دووزخورماتوو ,Duz Xurmatû) is de hoofdstad van het district Tooz in het gouvernement Salah ad Din van Irak.

## Bevolking
De meerderheid van de bevolking in de stad bestaat uit sjiitische Iraakse Turkmenen, met een Koerdische en Arabische minderheid.

## Etymologie
De naam van de stad komt van de Turkse woorden Tuz (zout) en Khurma, hurma (dadel).